# Іващенко Олег Іванович (прикордонник)
Оле́г Іва́нович Іва́щенко — старший прапорщик Державної прикордонної служби України, учасник російсько-української війни.
Станом на березень 2017-го — інспектор прикордонної служби, Донецький прикордонний загін.

## Нагороди
- орден Богдана Хмельницького III ступеня (2022) — за особисту мужність і самовіддані дії, виявлені у захисті державного суверенітету та територіальної цілісності України, вірність військовій присязі[1].

14 серпня 2014 року — за особисту мужність і героїзм, виявлені у захисті державного суверенітету та територіальної цілісності України, вірність військовій присязі під час російсько-української війни, відзначений — нагороджений орденом «За мужність» III ступеня.